# ب‌ام‌و ۱۰
ب‌ام‌و ۱۰ (به انگلیسی: BMW X) یک موتور هواگرد ساختِ کارخانهٔ ب‌ام‌و در کشور آلمان است.